# Labeo pangusia
Labeo pangusia, in Indien auch Ghora Maach, Ghora Muikha, গুড়া মাছ  oder Bholung genannt, ist ein wirtschaftlich wichtiger Karpfenfisch aus dem indoasiatischen Raum.

## Verbreitung und Lebensraum
Labeo pangusia kommt vornehmlich in Flüssen und Seen in Pakistan, Indien, Nepal und Bangladesch vor. Außerdem findet sich diese Fischart in einigen Teilen Afghanistans, Bhutans und Myanmars. Überwiegend hält sich Labeo pangusia in den schnell fließenden Oberläufen von Flüssen auf. Die Heimat des Fisches wird im Barak River in Jiribam/Manipur in Indien vermutet.

## Beschreibung
Labeo pangusia hat speziell geformte Lippen, um Algen und Diatomeen von Steinen und Unterwassergegenständen abzugrasen.
Die Spezies kann in Ausnahmefällen bis zu 90 Zentimeter lang werden. Dabei erreicht sie ein Gewicht von 10 Kilogramm.

## Lebensweise
Der in Schwärmen lebende Labeo pangusia ernährt sich von Algen und Diatomeen. Er gehört zu einer relativ umwelttoleranten Fischart, die sowohl sehr weiches bis hartes Wasser verträgt. Die Geschlechtsreife erfolgt erst sehr spät bei einem Lebensalter von 14 Jahren.

## Nutzung
Labeo pangusia ist in Indien ein sehr geschätzter und weit verbreiteter Speisefisch.
Kleinere Exemplare können auch als Zierfische im Aquarium gehalten werden.
Obwohl einige Autoren diese Fischart als stark gefährdet ansehen, wurde sie noch nicht in die Rote Liste der IUCN aufgenommen.